# Skotna Góra
Skotna Góra – wzniesienie o wysokości 205 m n.p.m. na Pojezierzu Szczecineckim, położone w woj. zachodniopomorskim, w powiecie szczecineckim, w gminie Borne Sulinowo.
Skotna Góra stanowi pasmo moreny czołowej podfazy krajeńskiej.
Ok. 1,5 km na zachód od Skotnej Góry przepływa rzeka Plitnica, wypływająca z jeziora Kniewo.
Nazwę Skotna Góra wprowadzono urzędowo w 1950 roku, zastępując poprzednią niemiecką nazwę Schotten Berg.